# Intrinsic-Faktor-Mangel
Der Intrinsic-Faktor-Mangel ist eine sehr seltene Störung der Aufnahme von Vitamin B12 mit Megaloblasten-Anämie und neurologischen Veränderungen.
Synonyme sind: Anämie, juvenile megaloblastische, durch Intrinsic-Faktor-Mangel; Anämie, perzinöse, kongenitale; IFD; Intrinsic-Faktor-Mangel
Die Erstbeschreibung stammt wohl aus dem Jahre 1937 durch die Londoner Ärzte F. S. Langmead und I. Doniach.

## Formen
Neben genetisch-bedingtem Faktor-Mangel als angeborene Erkrankung gibt es auch erworbene Formen eines Intrinsic-Faktor-Mangels:
- durch Autoantikörper (Typ-A-Gastritis) gegen Parietalzellen der Magenschleimhaut oder gegen den Intrinsic-Faktor mit Blockierung der Vitamin-B12-Bindungsstelle
- nach operativen Maßnahmen am Magen und am Darm
- bei chronischen Entzündungen des Darmes und verminderter Resorptionsfläche wie Zöliakie, Morbus Crohn, Colitis ulcerosa, Diphyllobothriasis, Darmtuberkulose, Amyloidose oder Kollagenose
- durch Medikamente wie Metformin, Biguanide, Zytostatika, Antikonvulsiva, Malariatherapie oder Barbiturate
- bei Lachgas-Abusus (das Coenzym in der Methionin-Synthase wird inaktiviert)

## Verbreitung
Die Häufigkeit des kongenitalen Intrinsic-Faktor-Mangels wird mit unter 1 zu 1.000.000 angegeben, bislang wurde über etwa 100 Betroffene berichtet. Die Vererbung erfolgt zumindest teilweise autosomal-rezessiv.

## Ursache
Der Erkrankung liegen homozygote oder komplex heterozygote Mutationen im GIF/CBLIF-Gen auf Chromosom 11 Genort q12.1 zugrunde, das für den im Magen produzierten Intrinsic-Faktor kodiert.

## Klinische Erscheinungen
Klinische Kriterien sind:
- Manifestation meist schon vor dem 5. Lebensjahr
- Gedeihstörung
- Anämiezeichen wie Müdigkeit, Kopfschmerzen, Infektionsneigung

Unbehandelt kann es zu peripherer Neuropathie, mit Muskelschwäche und Gangstörung kommen.

## Diagnose
Nachzuweisen sind die Megaloblastenanämie mit verminderter Zahl der Erythrozyten und erhöhtem MCV sowie des erniedrigten Cobalamin im Blutserum.
Die Konzentration des Intrinsischen Faktors im Magensaft ist mitunter bis auf Null reduziert.
Im Urin sind Methylmalonsäure und das Gesamt-Homocystein erhöht.
Auto-Antikörper gegen die Parietalzellen und den Intrinsischen Faktor können nicht nachgewiesen werden.

## Differentialdiagnose
Abzugrenzen sind neben einer erworbenen Perniziösen Anämie weitere genetisch bedingte Krankheitsbilder:
- Imerslund-Gräsbeck-Syndrom
- Transcobalamin I-Mangel[6][7]
- Transcobalamin II-Mangel
- Methylmalonazidämie mit Homocystinurie

## Therapie
Die Behandlung besteht in der Intramuskulären Injektion von Vitamin B12, bevorzugt Hydroxocobalamin, die orale Einnahme ist nicht hinreichend wirksam.